# O Xote das Meninas
O Xote das Meninas est une chanson brésilienne, créée par le duo Luís Gonzaga et Zé Dantas. Elle fut enregistrée pour la première fois en 1953 pour Radio Corporation of America. Luiz Gonzaga l'enregistrera encore, six ans plus tard, pour son album Meus Sucessos com Zé Dantas, ainsi qu'une version instrumentale, en 1972, pour son album São-João Quente. Elle a fait l'objet de nombreuses autres versions.
Selon Zé Dantas: « Ses paroles commencent avec l'évocation d'un mandacaru, cactus qui dépend de la pluie pour fleurir, phénomène qui, lorsqu'il intervient lors de la période sèche, pour les caboclos annoncent l'orage. Cette superstition nous a conduit à établir un parallèle entre la fleur du mandacaru, annonçant la pluie qui féconde la terre, et une jeune fille, qui s'ennuyant de jouer à la poupée, devient femme.».

## Autres versions
- Ivon Curi (1954)
- Quinteto Violado (1977)
- Marisa Monte (1989)
- Neguinho da Beija-Flor (1989)
- Onda Choc (1991) (Portugal) - sous le titre "Ela Só Quer, Só Pensa em Namorar"
- Nonato Luís (1994)
- Dominguinhos (1997)
- Alceu Valença (1998)
- Luiz Caldas (1998)
- Rildo Hora (2000)
- Daniel Gonzaga (2001)
- Gilberto Gil (2001)
- Marina Elali (2007) (version anglaise)